# Autoserica elisabethana
Autoserica elisabethana är en skalbaggsart som beskrevs av Louis Burgeon 1942. Autoserica elisabethana ingår i släktet Autoserica och familjen Melolonthidae. Inga underarter finns listade.